# Orestes dittmari

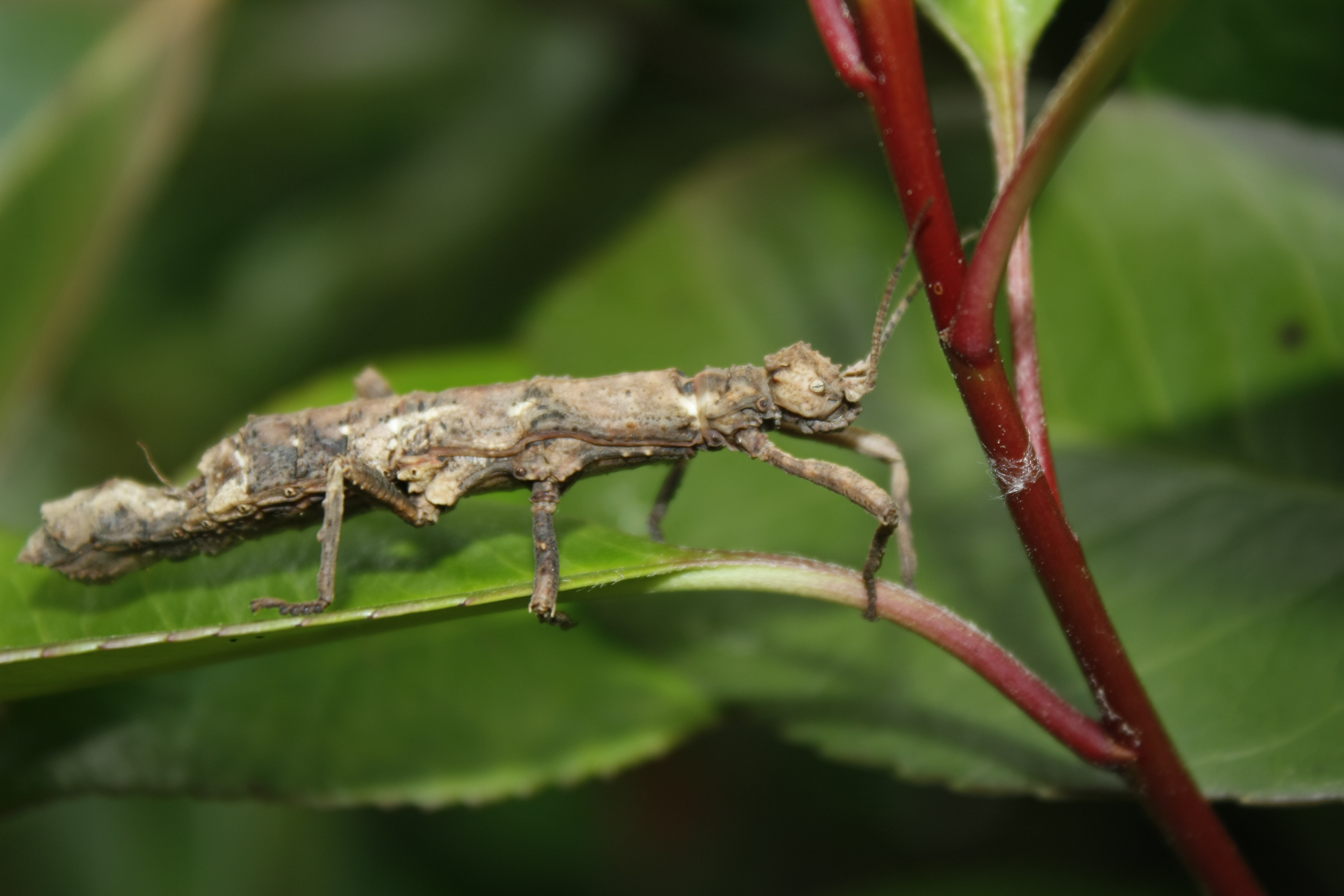
Frisch adultes Weibchen von Orestes dittmari vom Zuchtstamm aus Cát Bà

Orestes dittmari ist ein Vertreter der zu den Gespenstschrecken zählenden Gattung Orestes.

## Merkmale
Männchen sind etwa 43 mm lang. Wie die meisten Vertreter der Gattung sind fast einfarbig mittel- bis dunkelbraun gefärbt und zeigen ein Paar länglicher, dunkler Flecken auf dem Metanotum. Vor und hinter den Augen befinden sich meist paarweise angeordnete, deutliche Stacheln, die eine artspezifisches Ausprägung zeigen (Siehe auch Acanthotaxie der Heteropterygidae). Die drei Paar Occipitalstachel sind wie folgt ausgebildet. Die vorderen Supraantenalen sind als deutlich Stacheln ausgeprägt und leicht nach außen gerichtet. Die beiden dahinterliegenden Paare der vorderen und hinteren Supraoccipitale sind kleiner, wobei das hintere Paar das kleinste ist. Das hinter den Augen liegende Stachelpaar der Supraorbitalen ist etwa so lang wie die Supraantenalen. Ihre Stacheln sind stark konisch und spitz. Die dahinter befindlichen Stacheln der vordere Coronalen sind seitlich stark abgeflacht und zur Spitze abgerundet. Der dahinter gelegene mittige Stachel (Centralcoronale) ist konisch und etwas länger als das dahinter befindliche Stachelpaar der hinteren Coronalen. Dieses und das seitlich davon liegende Paar der laterale Coronlen sind als kleine konische Tuberkel ausgebildet. Hinter dem Auge reicht eine deutliche Kante (postoculare Carina) nach hinten, wo sie zu einem konischen Tuberkel führt. Die Augen sind relativ klein, kreisförmig und stark halbkugelförmig vorstehend. Die Fühler sind kürzer als die Beine und bestehen aus 23 Segmenten. Neben den Strukturen auf dem Kopf ist auch eine deutliche Erweiterung des Mesonotums nach hinten arttypisch.
Weibchen sind um 50 mm lang und von gedrungener Gestalt. Ihre Färbung wird von Brauntönen dominiert. Sie wird von Mustern aus fast weißen, dunkelbraunen und schwarzen Flecken ergänzt. Diese verlieren mit zunehmendem Alter immer mehr an Kontrast, bis die Tiere fast eintönig braun sind. Auf dem Kopf befindet sich ein niedriger Kamm. Die Supraantenalen sind kurz, konisch und stumpf. Die vorderen Supraoccipitalen sind als kleine konische Buckel ausgebildet, die hintere Supraoccipitalen sind kleiner und kornartig (granulös). Die Supraorbitalen sind kurz, seitlich zusammengedrückt und zur Spitze gerundet. Sie sind mit den vorderen Coronalen verschmolzen, welche seitlich komprimiert und lamellenartig sind. Die Centralecoronale ist nur als undeutliches kleines Körnchen vorhanden. Die hintere und seitliche Coronale liegen als konische Tuberkel vor. Die postoculare Carina ist deutlich ausgebildet und ihre Spitze ist als dreieckiger Tuberkel erkennbar. Die Augen sind wie die der Männchen relativ klein, kreisförmig und halbkugelförmig vorstehend. Die aus 25 Segmenten bestehenden Fühler sind länger als die Beine. Auf Körperoberfläche befinden sich kleine Tuberkel. Das Abdomen ist seitlich deutlich erweitert.

## Vorkommen und Lebensweise
Die Art ist bisher nur aus dem vietnamesischen Nationalpark Cát Bà bekannt.
Die nachtaktiven Tiere sind wie alle Vertreter der Gattung zu einer nahezu perfekten Phytomimese in der Lage, indem sie Beine und Antennen längs zum Körper ausrichten und so kaum von einem kurzen abgebrochenen Ast zu unterscheiden sind. Die einzeln abgelegten, braunen Eier sind 3,5 mm lang, 2,9 mm breit, 3,2 mm hoch und haben an Eikapsel und Deckel 0,3 Millimeter lange Haare.

## Taxonomie und Systematik
Joachim Bresseel und Jérôme Constant fanden am 7. Juli 2013 ein Weibchen und am 13. Juli 2013 ein Männchen dieser Art in der Bucht von Hạ Long im Nationalpark Cát Bà. In ihrer 2018 veröffentlichten Arbeit über die Gattung Orestes beschrieben sie neben fünf weiteren auch diese Art. Der Artname ist Daniel Dittmar gewidmet, einem deutschen Gespenstschreckenzüchter aus Berlin, der neben anderen, insbesondere Arten bzw. Stämme hält und nachzieht, welche Bresseel und Constant aus Südostasien mitgebracht haben. Das Männchen wurde als Holotypus, das Weibchen und zwei Eier wurden als Paratypen im Museum für Naturwissenschaften in Brüssel hinterlegt.
Wie molekulargenetische Untersuchungen von Sarah Bank et al. zeigen, bildet Orestes dittmari gemeinsam mit Orestes japonicus, Orestes shirakii und einer noch unbeschriebene Art aus dem Tay Yen Tu Naturschutzgebiet eine Klade innerhalb der monophyletischen Gattung Orestes.  Als Schwesterart von Orestes dittmari ist die von Okinawa stammende Orestes japonicus identifiziert worden.

## Terraristik

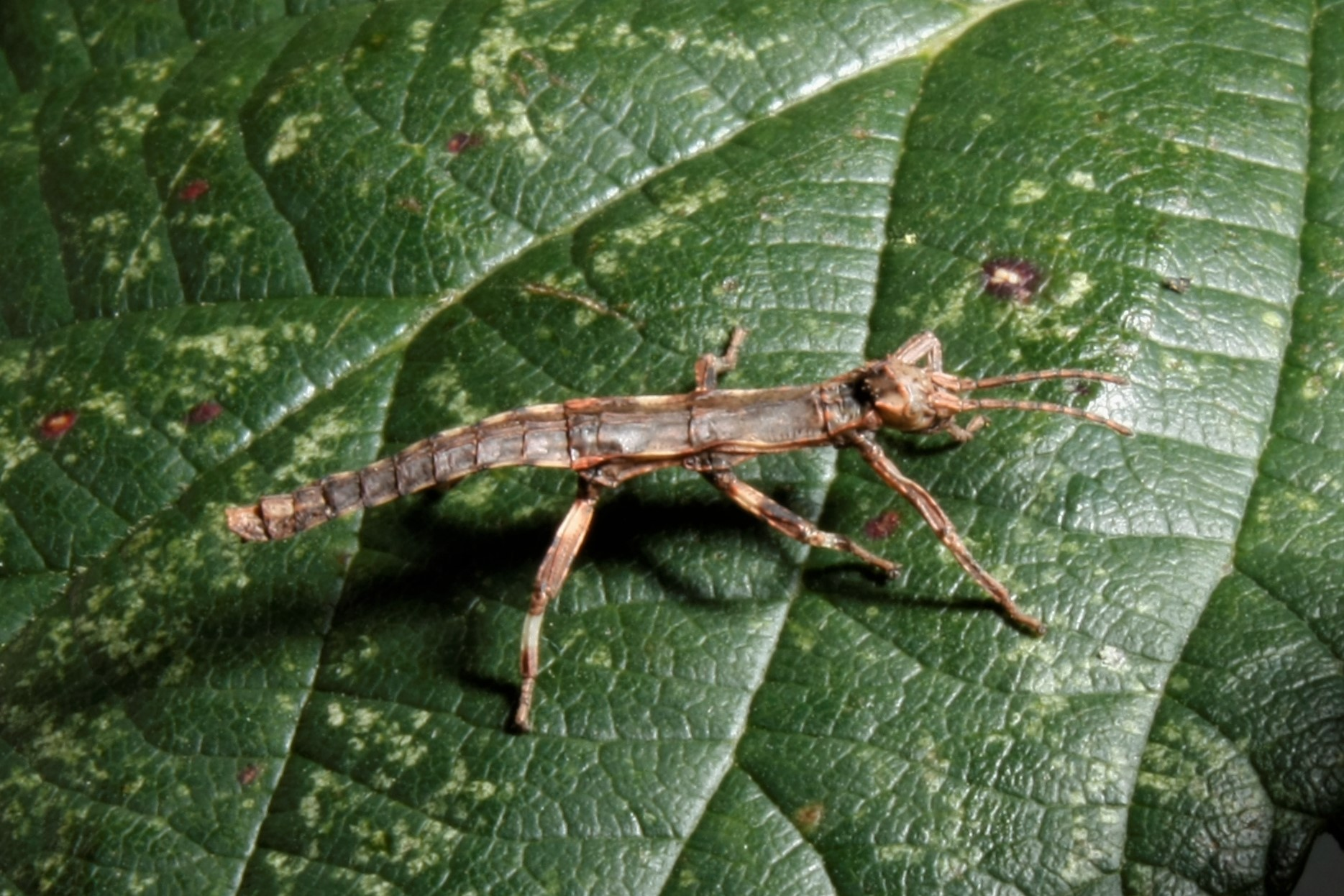
L1 Nymphe

Der erste und bisher einzige in der Terraristik verbreitete Zuchtstamm dieser Art geht auf Eier zurück, die das 2013 von Joachim Bresseel und Jérôme Constant in Vietnam gesammelte Weibchen abgelegt hatte. Der daraus hervorgegangene Stamm ist parthenogenetisch und wurde bis zu seiner Gattungsneuzuordnung und Artbeschreibung 2018 als Pylaemenes sp. 'Cat Ba' bezeichnet.
Die Haltung und Nachzucht von Orestes dittmari ist vergleichsweise heikel. Unter ähnlichen Haltungsbedingungen wie bei anderen Orestes-Arten gibt es häufig Verluste. Insbesondere Tiere, die rücklings auf den Boden gefallen sind, können sich oft nicht selbst wiederaufrichten und verenden dann teilweise. Gefressen werden Blätter von Brombeeren oder anderen Rosengewächsen.